# Stenelmis consobrina
Stenelmis consobrina là một loài bọ cánh cứng trong họ Elmidae. Loài này được Dufour miêu tả khoa học năm 1835.